# Okręg wyborczy województwo bialskopodlaskie do Senatu Rzeczypospolitej Polskiej
Okręg wyborczy województwo bialskopodlaskie do Senatu Rzeczypospolitej Polskiej obejmował w latach 1989–2001 obszar województwa bialskopodlaskiego. Wybierano w nim 2 senatorów, przy czym w latach 1989–1991 obowiązywała zasada większości bezwzględnej, zaś w latach 1991–2001 większości względnej.
Powstał w 1989 wraz z przywróceniem instytucji Senatu. Zniesiony został w 2001, na jego obszarze utworzono nowe okręgi nr 7 i 17.
Siedzibą okręgowej komisji wyborczej była Biała Podlaska.

## Reprezentanci okręgu
| Rok  | Senator komitet wyborczy                | Senator komitet wyborczy                               | Senator komitet wyborczy                | Senator komitet wyborczy                                                                                |
| ---- | --------------------------------------- | ------------------------------------------------------ | --------------------------------------- | --- |
| 1989 |                                         | Andrzej Czapski Kongres Liberalno-Demokratyczny (1991) |                                         | Mieczysław Trochimiuk                                                                                   |
| 1991 |                                         | Andrzej Czapski Kongres Liberalno-Demokratyczny (1991) |                                         | Henryk Makarewicz Polskie Stronnictwo Ludowe Sojusz Programowy (1991) Polskie Stronnictwo Ludowe (1993) |
| 1993 |                                         | Jerzy Chorąży Polskie Stronnictwo Ludowe               |                                         | Henryk Makarewicz Polskie Stronnictwo Ludowe Sojusz Programowy (1991) Polskie Stronnictwo Ludowe (1993) |
| 1997 |                                         | Stanisław Jarosz Akcja Wyborcza Solidarność            |                                         | Stefan Konarski Akcja Wyborcza Solidarność                                                              |
| 2001 | okręg zniesiony, patrz okręgi nr 7 i 17 | okręg zniesiony, patrz okręgi nr 7 i 17                | okręg zniesiony, patrz okręgi nr 7 i 17 | okręg zniesiony, patrz okręgi nr 7 i 17                                                                 |

## Wyniki wyborów
Symbolem „●” oznaczono senatora ubiegającego się o reelekcję.

### Wybory parlamentarne 1989
| Kandydat                                                          | Głosów | %     |
| ----------------------------------------------------------------- | ------ | ----- |
| Andrzej Czapski                                                   | 91 328 | 72,28 |
| Mieczysław Trochimiuk                                             | 91 281 | 72,24 |
| Stanisław Czop                                                    | 14 594 | 11,55 |
| Wiesław Obszański                                                 | 14 213 | 11,25 |
| Anna Nowak-Gocławska                                              | 9309   | 7,37  |
| Tomasz Klimański                                                  | 3779   | 2,99  |
| Henryk Czarkowski                                                 | 3638   | 2,88  |
| Andrzej Jaszczuk                                                  | 2774   | 2,20  |
| Liczba głosów ważnych: 126 352 Źródło: Państwowa Komisja Wyborcza |        |       |

### Wybory parlamentarne 1991
| Kandydat                                              | Kandydat            | Komitet wyborczy                             | Głosów |
| ----------------------------------------------------- | ------------------- | -------------------------------------------- | ------ |
|                                                       | Andrzej Czapski●    | Kongres Liberalno-Demokratyczny              | 23 260 |
|                                                       | Henryk Makarewicz   | Polskie Stronnictwo Ludowe Sojusz Programowy | 21 102 |
|                                                       | Ryszard Gałązka     | Wyborcza Akcja Katolicka                     | 19 467 |
|                                                       | Tadeusz Sławecki    | Polskie Stronnictwo Ludowe Sojusz Programowy | 17 962 |
|                                                       | Szczepan Kalinowski | Chrześcijańska Demokracja                    | 13 105 |
|                                                       | Czesław Adamowicz   | Sojusz Lewicy Demokratycznej                 | 11 606 |
|                                                       | Zdzisław Szpakowski | Wyborcza Akcja Katolicka                     | 11 243 |
|                                                       | Marian Kwiatkowski  | Porozumienie Obywatelskie Centrum            | 11 077 |
|                                                       | Józef Dziedzina     | Chrześcijańska Demokracja                    | 11 074 |
|                                                       | Julian Mazurek      | Unia Demokratyczna                           | 9764   |
|                                                       | Antoni Witkowicz    | Związek Zawodowy Leśników                    | 7076   |
| Frekwencja: 41,33% Źródło: Państwowa Komisja Wyborcza |                     |                                              |        |

### Wybory parlamentarne 1993
| Kandydat                                              | Kandydat                | Komitet wyborczy                                     | Głosów |
| ----------------------------------------------------- | ----------------------- | ---------------------------------------------------- | ------ |
|                                                       | Henryk Makarewicz●      | Polskie Stronnictwo Ludowe                           | 32 371 |
|                                                       | Jerzy Chorąży           | Polskie Stronnictwo Ludowe                           | 30 656 |
|                                                       | Kazimierz Korpysz       | Sojusz Lewicy Demokratycznej                         | 18 914 |
|                                                       | Felicjan Łazuka         | Sojusz Lewicy Demokratycznej                         | 16 311 |
|                                                       | Andrzej Czapski●        | Kongres Liberalno-Demokratyczny                      | 13 301 |
|                                                       | Józef Bergier           | „Zjednoczenie Polskie”                               | 12 851 |
|                                                       | Stefan Konarski         | Niezależny Samorządny Związek Zawodowy „Solidarność” | 12 618 |
|                                                       | Mieczysław Trochimiuk   | Unia Demokratyczna                                   | 12 614 |
|                                                       | Zenon Gajek             | Konfederacja Polski Niepodległej                     | 10 749 |
|                                                       | Janusz Denisiuk         | Bezpartyjny Blok Wspierania Reform                   | 7707   |
|                                                       | Jan Kurowski            | KW – Samorząd Piszczac                               | 7247   |
|                                                       | Zygmunt Ostrowski       | Bezpartyjny Blok Wspierania Reform                   | 7212   |
|                                                       | Mieczysław Frączkiewicz | Społeczny KW w Parczewie                             | 6842   |
|                                                       | Jerzy Rębek             | Konwencja Polska                                     | 6447   |
|                                                       | Jan Kaliszuk            | „Zjednoczenie Polskie”                               | 5685   |
| Frekwencja: 52,76% Źródło: Państwowa Komisja Wyborcza |                         |                                                      |        |

### Wybory parlamentarne 1997
| Kandydat                                              | Kandydat             | Komitet wyborczy                                         | Głosów |
| ----------------------------------------------------- | -------------------- | -------------------------------------------------------- | ------ |
|                                                       | Stanisław Jarosz     | Akcja Wyborcza Solidarność                               | 32 751 |
|                                                       | Stefan Konarski      | Akcja Wyborcza Solidarność                               | 30 336 |
|                                                       | Waldemar Godlewski   | Sojusz Lewicy Demokratycznej                             | 20 690 |
|                                                       | Henryk Makarewicz●   | Polskie Stronnictwo Ludowe                               | 19 218 |
|                                                       | Tadeusz Łazowski     | Polskie Stronnictwo Ludowe                               | 15 861 |
|                                                       | Anna Nowak-Gocławska | Sojusz Lewicy Demokratycznej                             | 15 460 |
|                                                       | Zbigniew Makarski    | Ruch Odbudowy Polski                                     | 12 755 |
|                                                       | Ewa Walewska         | Krajowa Partia Emerytów i Rencistów                      | 11 898 |
|                                                       | Krzysztof Iwaniuk    | Stowarzyszenie Wspierania Inicjatyw Lokalnych „Podlasie” | 11 667 |
|                                                       | Franciszek Kruk      | Unia Wolności                                            | 10 282 |
| Frekwencja: 46,71% Źródło: Państwowa Komisja Wyborcza |                      |                                                          |        |